# Општина Бутел
Општина Бутел је једна од општина Града Скопља у оквиру Скопског статистичког региона у Северној Македонији. Седиште општине је истоимена четврт Бутел у оквиру Скопља.

## Положај
Општина Бутел налази се у северном делу Северне Македоније. Са других страна налазе се друге општине Северне Македоније:
- север — Општина Чучер-Сандево
- североисток — Општина Липково
- исток — Општина Гази Баба
- југ — Општина Чаир
- запад — Општина Карпош
- северозапад — Општина Шуто Оризари

## Природне одлике
Рељеф: Општина Бутел на јужним обронцима Скопске Црне Горе.
Клима у општини је умереноконтинентална.
Воде: Цело подручје општине је у сливу Вардара.

## Становништво
Општина Бутел имала је по последњем попису из 2002. г. 36.154 ст., од чега у седишту општине свега 14.005 ст. (40%). Општина је густо насељена, посебно градско подручје.
Национални састав по попису из 2002. године био је:
|           | Број   | Постотак |
| Укупно    | 36.154 | 100%     |
| Македонци | 22.506 | 62,3%    |
| Албанци   | 9.107  | 25,2%    |
| Турци     | 1.304  | 3,6%     |
| Срби      | 1.033  | 2,9%     |
| Бошњаци   | 970    | 2,7%     |
| Роми      | 561    | 1,6%     |
| остали    | 673    | 1,8%     |

## Насељена места
У општини постоји 15 подручних јединица, од тога 4 у саставу града Скопља као градске четврти, а 2 као приградска насеља:
Четврти града Скопља:
- Бутел
- Визбегово
- Радишани
- Северни Чаир

Приградска села:
- Кучевишка бара
- Љубанци
- Љуботен